# Chapultepec (comune)
Chapultepec è un comune del Messico, situato nello stato del Messico.